# Atworth
Atworth är en ort och civil parish i Storbritannien.   Den ligger i grevskapet Wiltshire och riksdelen England, i den södra delen av landet, 140 km väster om huvudstaden London. Atworth ligger 67 meter över havet och antalet invånare är 1 920.
Terrängen runt Atworth är platt.Runt Atworth är det ganska tätbefolkat, med 239 invånare per kvadratkilometer. Närmaste större samhälle är Bath, 11,8 km väster om Atworth. Trakten runt Atworth består till största delen av jordbruksmark.